# Гарвардская тусовка
«Гарвардская тусовка» (англ. Harvard Man; другое название — «Человек из Гарварда») — трагикомедия 2001 года, снятая режиссёром Джеймсом Тобэком по собственному сценарию. Картина выходила в ограниченный прокат в июле 2002 года и не получила широкую известность среди зрителей и даже критиков, хотя продажи картины на DVD в октябре того же года были довольно успешны. В главных ролях снялись молодые актёры — Эдриан Гренье, Сара Мишель Геллар, Джой Лорен Адамс, Эрик Столц и Ребекка Гейхарт.

## Сюжет
В центре сюжета фильма — студент Гарварда по имени Алан Дженсен (Эдриан Гренье). Он — разыгрывающий защитник баскетбольной команды колледжа. Когда он узнаёт, что дом его родителей разрушило торнадо, Алан впадает в отчаяние, ему нужно найти 100 тысяч, чтобы отстроить дом. Тогда его подружка Синди (Сара Мишель Геллар), дочь босса организованной преступности, подкидывает юноше идею: он должен проиграть в матче, чтобы получить деньги по ставкам против него. Синди уверяет, что за сделкой стоит её отец, и у него всё под контролем. Однако девушка идёт к коллегам своего отца Тедди Картера (Эрик Столц) и Келли Морган (Ребекка Гейхарт), чтобы сделать ставку. Однако Синди не знает, что оба они — агенты ФБР под прикрытием.
В конце концов, Алан намерено проигрывает во время матча и получает деньги, которые тут же отдаёт родителям. Всё окончательно запутывается, когда Алан принимает большую дозу ЛСД: находясь в неадекватном состоянии, Алан должен спастись от агента Картера и разъярённого гангстера, попутно разобравшись со своей второй подружкой и по совместительству своей преподавательницей Чесни Корт (Джой Лорен Адамс), которая неожиданно приходит на помощь Алану — она занималась сексом втроём с Картером и Морган, и теперь у неё имеются фотографию в качестве вещественных доказательств, которыми она шантажирует агентов. Кроме того, Чесни находит врача, который приводит в чувства Алана.

## В ролях
- Эдриан Гренье — Алан Дженсен
- Сара Мишель Геллар — Синди Бандолини
- Джой Лорен Адамс — Чесни Корт
- Эрик Столц — Тедди Картер
- Ребекка Гейхарт — Келли Морган
- Джанни Руссо — Эндрю Бандолини
- Рей Аллен — Маркус Блейк
- Майкл Апаро — Рассел
- Скотти Эпштайн — Марио
- Джон Невилл — Доктор Риз
- Полли Шеннон — Джульет
- Филлип Джарретт — Тренер Престон
- Адам Блох — Кеннер
- Лорен Коллис — Конни
- Ленди Кэннон — Бутч
- Рик Дукомман — офицер полиции Мартино (в титрах не указан)

## Факты
- Слоган фильма: Passion, Seduction, Deception.
- Эл Франкен и его дочь исполнил эпизодическую роль самих себя.
- Рэй Аллен из команды НБА «Бостон Селтикс» также сыграл небольшую роль в фильме.
- Эвард Р. Прессман стал одним из 7 исполнительных продюсеров картины.
- Музыку к фильму написал знаменитый композитор Райан Шор.
- Съёмки проходили в городах Бостон и Кембридж в штате Массачусетс в США, а также в городах Брэмптон, Миссиссауга и Торонто в Онтарио, Канада.
- На DVD-издании фильма присутствует альтернативное начало, отличающееся от прокатной версии своей откровенностью: во время секса Синди и Алана, зрители видят более откровенные кадры обнажённого Алана (в исполнении Эдриана Гренье).
- Весь фильм был снят за 20 дней.
- Первоначально, главную роль должен был сыграть Леонардо Ди Каприо.
- Сара Мишель Геллар стала главной кандидатурой режиссёра на роль Синди Бандолини.
- Ранее Сара Мишель Геллар и Ребекка Гейхарт снимались вместе в фильме «Крик 2», но их совместная сцена была вырезана из окончательной версии.

## Музыка
В фильме звучали песни:
- «I Can’t Let You Go» — Love Candy
- «Linda Lu» — Ray Sharpe
- «Gameface Vision» — Mike V
- «Winterheart» — The Kennedys
- «Don’t Fuck With My Dad» — Stomy Bugsy
- «Redtape» — Mike V
- «Alienhated» — Mike V
- «The List» — J Bender
- «Run Motherfucker Run» — Stomy Bugsy
- «Fade Away» — Simi

Классические произведения в обработке композитора фильма, Райана Шора:
- «Italian Concerto, 3rd Movement» — Иоганн Себастьян Бах (исполнил Lee Musiker)
- «String Sextet No. 1 in B Flat Major, Op. 18» — Иоганнес Брамс
- «Well Tempered Clavier, Book 1: Prelude and Fugue No. 13» — Иоганн Себастьян Бах